# Амфревил су ле Мон
Амфревил су ле Мон (фр. Amfreville-sous-les-Monts) насеље је и општина у северној Француској у региону Горња Нормандија, у департману Ер која припада префектури Andelys.
По подацима из 2011. године у општини је живело 524 становника, а густина насељености је износила 69,68 становника/km². Општина се простире на површини од 7,52 km². Налази се на средњој надморској висини од 120 метара (максималној 157 m, а минималној 7 m).

## Демографија
| 1962. | 1968. | 1975. | 1982. | 1990. | 1999. | 2011. |
| ----- | ----- | ----- | ----- | ----- | ----- | ----- |
| 386   | 388   | 374   | 431   | 445   | 471   | 524   |

График промене броја становника у току последњих година